# Paronychodon
Paronychodon – rodzaj teropoda o niejasnej pozycji systematycznej. Żył w późnej kredzie (kampan – mastrycht) na terenie dzisiejszej Ameryki Północnej. Jego szczątki odnaleziono w formacji Hell Creek w stanie Montana. Nazwa Paronychodon oznacza „podobny do szponiastego zęba”. Prawdopodobnie był to niewielki, około dwumetrowej długości teropod, być może podobny do dromeozaurów. Znane są jedynie zęby przedstawicieli tego rodzaju, które niektórzy – mimo ich pospolitego występowania – uznają za zdeformowane zęby innych teropodów, dlatego też rodzaj Paronychodon, jak również wszystkie wchodzące w jego skład gatunki, jest uznawany za nomen dubium.

## Gatunki
- Paronychodon lacustris (typowy) Cope, 1876
- Paronychodon caperatus Marsh, 1889
- Paronychodon explanatus Cope, 1876